# Federación Alemana de Médicos Escritores
La Federación Alemana de Médicos Escritores (en alemán: Bundesverband Deutscher Schriftsteller-Ärzte e.V. (BDSAE) es la mayor asociación de médicos escritores en el espacio germanófono. La asociación surgió en 1969 de la fusión de las secciones regionales de médicos escritores de Schleswig-Holstein, Hamburgo y Baviera y es miembro de la Unión Mundial de Escritores Médicos. Sus miembros se reúnen regularmente en encuentros anuales.
La sede oficial de la Federación y su archivo se encuentran en la Fortbildungsakademie der Landesärztekammer Hessen (“Academia de Formación Continua de la Cámara Provincial de Médicos de Hesse”) en Bad Nauheim.

## Publicaciones
- Federación Alemana de Escritores Médicos (org.): Die Welt so gross und weit. Anthologie. (“El mundo tan grande y vasto.”) Frankfurt: editorial Haag y Herchen, 1996. ISBN 3-86137-443-9.